# Bolhradský rajón
Bolhradský rajón (ukrajinsky Болградський район) je rajón v Oděské oblasti na Ukrajině. Hlavním městem je Bolhrad a rajón má přibližně 154 tisíc obyvatel. 

## Města v rajónu
- Arcyz
- Bolhrad